# Плес (Моравче)
Плес (словен. Ples) је насељено место у општини Моравче, Средњесловенска регија, Словенија.

## Историја
До територијалне реорганизације у Словенији био је у саставу старе општине Домжале.

## Становништво
У попису становништва из 2011. године, Плес је имао 65 становника.
| Број становника према пописима | Број становника према пописима | Број становника према пописима |
| ------------------------------ | ------------------------------ | ------------------------------ |
| 1991                           | 2002                           | 2011                           |
| 72                             | 65                             | 65                             |